# Joaquín Prieto Hurtado
José Joaquín Prieto Hurtado (Santiago, 22 de marzo de 1863-Viña del Mar, 10 de enero de 1951) fue un abogado, ministro de estado y exdiputado chileno.

## Primeros años de vida
Fue hijo de Joaquín Prieto Warnes y Primitiva Hurtado Alcalde, era nieto del expresidente de Chile Joaquín Prieto Vial. Sus estudios los realizó en: Seminario Conciliar de los Santos Ángeles Custodios. Estudió derecho en la Universidad de Chile. Juró como abogado el 2 de septiembre de 1885.

### Matrimonio e hijos
Estuvo casado con Lucía Concha Subercaseaux, quien era hija de Melchor Concha y Toro y Emiliana Subercaseaux Vicuña; con la cual tuvieron 6 hijos, entre ellos se cuenta a Joaquín Prieto Concha.

## Vida pública
Se desempeñó como abogado, agricultor. Fue Ministro de Hacienda desde el 7 de mayo de 1906 hasta el 18 de septiembre de 1906. Ministro de Guerra y Marina, subrogante, desde el 29 de agosto de 1906 hasta el 7 de septiembre de 1906. Defensor de menores de Santiago. Profesor de Derecho Civil de la Facultad de Derecho de la Universidad Católica, 1894-1896. Abogado de la beneficencia pública.
Fue diputado por Caupolicán 1894-1897; Concepción, Talcahuano, Lautaro, Coelemu 1897-1900. Militó en el Partido Conservador.